# Університетська бібліотека Братислави

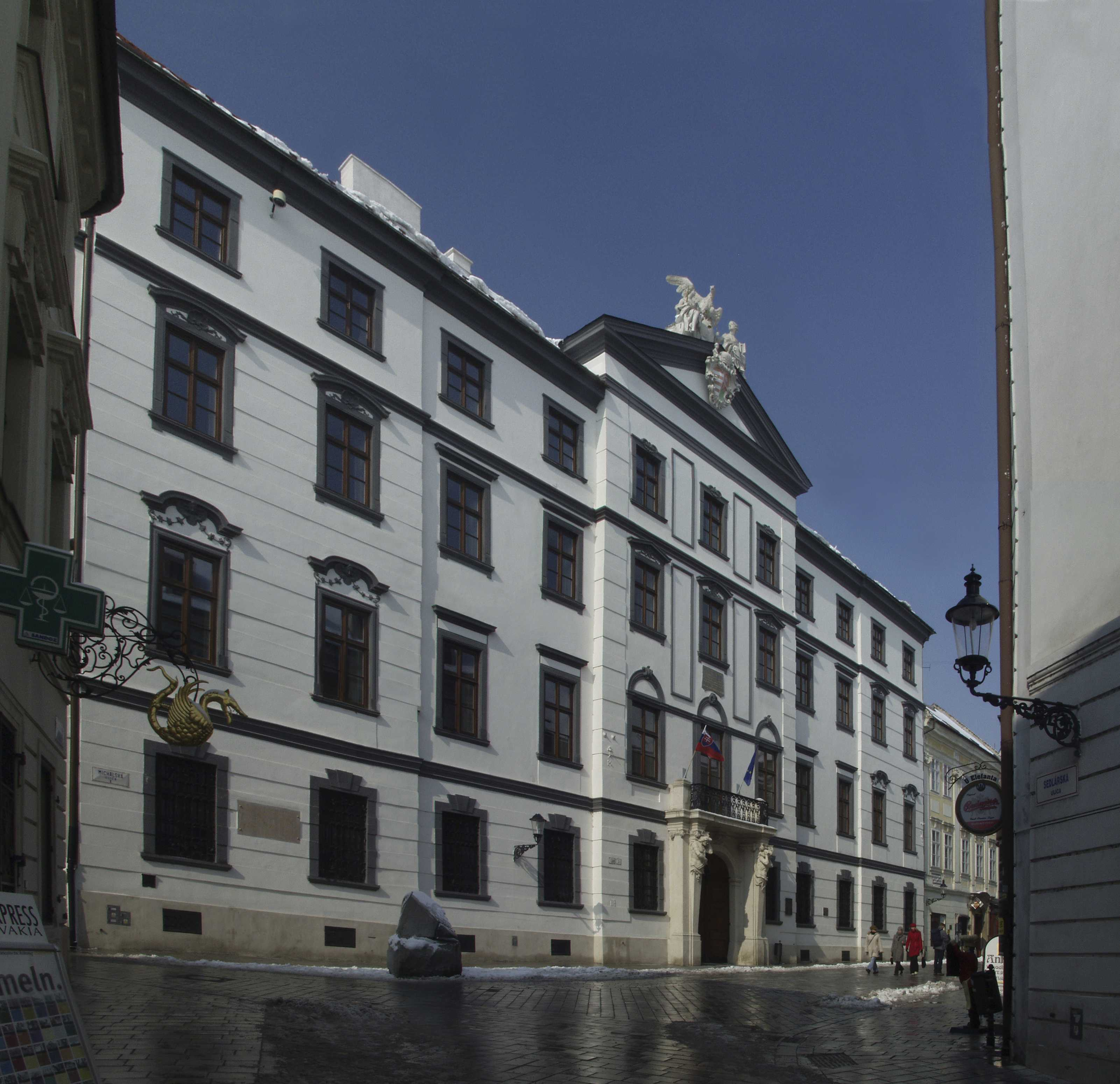
Вид на бібліотеку з вулиці в історичному центрі Братислави. Одна з трьох бібліотечних будівель

Університетська бібліотека в Братиславі (словац. Univerzitná knižnica v Bratislave) — найстаріша бібліотека Словаччини. Була заснована в 1919 році у Братиславі. На сьогоднішній день це найбільша та найвідвідуваніша бібліотека Словаччини та універсальна державна наукова бібліотека. 

## Історія
Бібліотека була однією із перших культурно-освітніх установ, створених у нещодавно заснованій Чехо-Словацькій Республіці після Першої світової війни на території Словаччини для підтримки нової університетської системи освіти, науки та бібліотеки. Її виникнення в 1919 році було тісно пов’язане з нещодавно заснованим Чехословацьким державним університетом імені Коменського, де назва університету відобразилася у назві бібліотеки. Бібліотека ніколи не була невід'ємною частиною університету, хоча відносини між двома закладами базувалися на співпраці та тісному контакті. Бібліотека зберігає свою назву, оскільки посилається на оригінальний тісний контакт з університетом і в той же час відображає універсальний характер її колекцій. З часом влада встановлювала подальші цілі та компетенцію бібліотеки у національних та міжнародних рамках. Стала першою бібліотекою, що має право на законний депозит із території Словаччини, і єдина, що зберігає цю традицію з 1919 року до сьогодні. Історичні книгозбірні бібліотеки також мають характер депозитарної колекції. До 1954 року бібліотека фактично виконувала завдання національної бібліотеки Словаччини. З тих пір вона має статут універсальної державної наукової бібліотеки. Протягом своєї історії можна виділити два чітких напрямки : міцне провідне місце в національній бібліотечній системі та активна участь у міжнародній бібліотечній співпраці. 

## Реконструкція історичних будівель бібліотеки
Головною метою було оновлення будівель, які охороняються як пам’ятки культури, модернізація занепалих бібліотечних приміщень, вирішення нестачі фондів та усунення небезпеки застою в галузі бібліотечного обслуговування. Реалізація інвестиційного проекту «Багатофункціональний культурно-бібліотечний центр» призвела до значного оновлення та пожвавлення, це дозволило користувачам бібліотеки використовувати не тільки відремонтовані приміщення, які вони вже знали, але й ті частини історичних будівель, до яких до цього часу громадськість не мала доступу. Побудовано нові бібліотечні фонди, збільшено кількість робочих станцій. Суттєво покращились умови охорони історичних бібліотечних колекцій, зокрема так звана колекція Башагича з арабських, турецьких та перських рукописів, внесених до списку світової спадщини ЮНЕСКО «Пам'ять світу». Традиційна бібліотека перетворилася на медіатеку та портал у віртуальний світ інформації. Профіль бібліотеки було розширено для виконання багатофункціональних культурних та соціальних функцій. Результатом проекту реконструкції став синтез старого та нового : сучасна бібліотека, оснащена технологіями 21 століття у відреставрованому, споконвічно бароковому інтер’єрі, доповнена новою виставкою, концертом, конференцією та соціальними приміщеннями. 

## Бібліотека як географічний пункт
З початку свого існування в 1919 році бібліотека розташована в центрі Братислави, в центрі історичного центру словацької столиці. У порівнянні з іншими бібліотеками міста чи деяких словацьких регіональних міст, це унікальне розташування означає перевагу - Братислава є і буде політичним, економічним, освітнім, науковим, культурним та соціальним центром країни. Парадоксально, але вказати на кілька фактів, що обмежують її подальший розвиток, - одним із найбільш обмежуючих факторів є місце розташування Бібліотеки в найпривабливішому місті, а також історичний характер її головних будівель. Обидва аспекти практично виключають подальше розширення простору, кращий транспортний доступ, перешкоджають подальшому вдосконаленню інфраструктури та послуг. 

## Сьогоднішні дні
В даний час бібліотека - консолідована установа з високорозвиненою інфраструктурою та відповідним професійним та людським потенціалом. Бібліотеку як багатофункціональний культурно-бібліотечний центр відвідали бл. 300 тис. відвідувачів, і фактично через Інтернет шукають книги ще 700 тис. користувачів на рік.

## Співпраця з іншими бібліотеками
Співпраця з іншими бібліотеками в національному та міжнародному масштабі була природною частиною місії бібліотеки з самого її початку.
- з 1970 року є індивідуальним членом Федерації ІФЛА
- з 1997 р. асоційований член консорціуму CERL
- з 1990 член ЛІБЕР
- у 1950 р. при ній була відкрита депозитарна бібліотека ООН
- у 1957 р. депозитарна бібліотека ЮНЕСКО, а з 1994 р. національний Центр ЮНЕСКО є невід'ємною частиною бібліотеки. Тісно співпрацює з бібліотеками ЮНЕСКО у всьому світі, школами, асоційованими з ЮНЕСКО, а також забезпечує діяльність Національного комітету програми ЮНЕСКО «Пам'ять світу». У 1997 р. приєдалася до проекту ЮНЕСКО ISSN щодо ідентифікації серіалів та інших постійних ресурсів та створив у своєму приміщенні Національне агентство ISSN для Словаччини.
- у 2004 р. після вступу країни до ЄС та НАТО, відкрила депозитарну бібліотеку НАТО.
- у 1997 р. Центр американських досліджень почав працювати в бібліотеці завдяки тісним контактам та співпраці з агентством USIS у Братиславі, яке послужило основою сучасного бібліотечно-інформаційного центру InfoUSA.
- у 2004 р. виникла окрема колекція, присвячена російській літературі, і було засновано Центр російських студій
- у травні 2005 року за ініціативою посольства Австрії при ній була створена Австрійська бібліотека
- у 2006 р. Словацький ПЕН- центр вирішив подарувати свої книгозбірні Всесвітньої бібліотеки ПЕНу
- у 2006 році Чеська бібліотека була створена як аналог Словацької бібліотеки при Чеській національній бібліотеці в Празі
- з 2006 року колекції збагачуються французькою бібліотекою, яка розробляється під егідою посольства Франції в Словаччині
- у 2007 році Британський центр був відкритий у тісній співпраці з Британською Радою з величезною колекцією британської літератури, зосередженою насамперед на викладанні англійської мови.
- Geothe Institut з Братислави входить до числа стратегічних партнерів Бібліотеки, він надає багаторічну підтримку міжнародній діяльності, як семінари, виставки та навчальні програми
- Інформаційний центр Ради Європи також має своє місце в бібліотеці

Двосторонні угоди про співпрацю з найближчими та найбільш шанованими партнерами:
- Національна бібліотека Чеської Республіки в Празі
- Моравська бібліотека у Брно
- Дослідницька бібліотека в Оломосі
- Національна бібліотека Польщі у Варшаві
- Національна бібліотека Сечені в Будапешті
- Австрійська національна бібліотека у Відні

Двосторонні кооперативні проекти:
- KOBIB з бібліотекою Білефельда зосереджується на електронній доставці документів та передачі нових бібліотечних технологій з Німеччини до Словаччини
- Проект CASLIN, який допоміг підвищити рівень автоматизації в чеських та словацьких бібліотеках

Серед престижних іноземних партнерів за проектом Світова цифрова бібліотека:
- Бібліотека Александріна в Олександрії
- Національна бібліотека Ірану
- Бібліотека Конгресу у Вашингтоні

Участь у європейських програмах: COPERNICUS, IST, FP4, FP6, eTEN, ENRICH, MICHAEL Plus, проект EZB, Minerva 
До університетської бібліотеки входить колекція ісламських рукописів Башагича. Колекція є частиною пам'яті світу ЮНЕСКО. Частина реєстру в 1997 році. Включає твори Сайфа аль-Діна аль-Аміді . 

## Бібліотека у річному звіті за 2015 рік[7]
- 240 працівників
- понад 20 000 активних користувачів
- понад 500 місць для користувачів (робочі станції)
- понад 50 місць для користувачів з бібліотечними комп’ютерами
- понад 6 800 000 користувачів онлайн-сервісів
- понад 13 000 відвідувачів культурних та освітніх заходів
- понад 2 700 000 предметів у колекціях

## Цифрова бібліотека
Цифрова бібліотека Університетської бібліотеки в Братиславі - це незалежна колекція оцифрованих предметів - періодичних видань, стародруків, музичних творів чи монографій, привабливих для користувача. Цифрова бібліотека пропонує доступ до понад 1 100 000 повнотекстових сторінок словацьких предметів, переважно періодичних видань.

### Особливості та вдосконалені інструменти
Найважливішою функцією програмного забезпечення є бібліографічна інформація про окремий вміст та розширений пошук. Вміст цифрової бібліотеки класифікується за допомогою доданих тегів, представлених гранованим дисплеєм або деревоподібною структурою. Користувач може позначити елементи або їх частини як вибрані, робити анотації та ділитися ними з конкретною особою, яку користувач може вільно визначити. Користувач та «його група» можуть коментувати спільні анотації та ділитися анотаціями, колекціями, об’єктами або певними частинами відображених об’єктів через Facebook, Twitter та Google+. Програмне забезпечення цифрової бібліотеки використовує ефективні інструменти для виділення цілої сторінки або вибраних текстових та графічних зон з оригінальних відсканованих файлів, які можна миттєво скопіювати та перекласти та легко витягти в інші програмні програми. Усі елементи дозволяють шукати вміст, а звернення відображаються безпосередньо як накладені основні моменти на зображеннях. Також можливий пошук вмісту за метаданими або датою в поєднанні з категоріями. Результати пошуку можна візуально організувати та відсортувати за різними критеріями.

### Доступні елементи
Цифрова бібліотека пропонує безкоштовний доступ до предметів, захищених авторським правом, для всіх користувачів без обмежень через Інтернет. Предмети, захищені законом про авторські права, доступні лише для зареєстрованих користувачів із мережі бібліотеки.

### Зміст
Цифрову бібліотеку складають підручники для студентів (початкова та середня школа, університет), енциклопедії, словники, довідники, наукові публікації, художня література, періодичні видання (щоденні газети, щотижневі статті, розважальні та політичні журнали). Серед найцікавіших робіт Цифрової бібліотеки є кілька праць Коменського (Janua Linguarum Reserata та Orbis Pictus) та твори старих словацьких великих письменників та особистостей, таких як Й. М. Хурбан, А. Бернолак, М. Хаттала, Й. Паларік, Дж. Рібай і С. Теседік. У колекції періодики 19-го та початку 20-го століття є Pressburger Zeitung, Slovenske pohlady, Dom a skola, Domova pokladnica, Hlas, Deres, Prudy, періодичні видання першої половини 20-го століття - Gemer-Malohont, Slovenská Pravda, Slovenský hlas, Народна однота, Похроніє. Період Другої світової війни представлений Гардістою, Словацькою, Культурним життям, Слободою, Новим світом та Еланом. Твори Річарда Штрауса, Е. Сушона та багато пісень можна знайти у колекції музичних творів.